# Провулок Михайла Ялового
Прову́лок Михайла Ялового — провулок в Шевченківському районі міста Києва, у межах місцевостей Дехтярі та Нивки. Пролягає від Магістральної вулиці до вулиці Василя Данилевича.

## Історія
Провулок виник у середині XX століття. Мав назву провулок Толбухіна — у 1955-2022 роках.
8 грудня 2022 Київрада перейменувала провулок на честь українського письменника Михайла Ялового.